# Црквиште Светог Симеона Столпника у Клисури
Црквиште Светог Симеона Столпника у селу Клисури један је од археолошких локалитета у Општини Дољевац у Нишавском управном округу. Црквиште је изграђено на темељима рановизантијске гробнице на свод која се датује од средине 4. века до првих деценија 7. века. као сведочанство о јаком верском утицају византијске цркве, у Дољевачког крају.
У време владавине Османлија рановизантијска гробница је уништена. Народ Клисуре и Малошишта, заједно са нишком епархијом, на темељима ове Византијске гробнице, подигао је црквиште (малу цркву) посвећену Св. Симеону Столпнику. Када је гробница претворена у црквиште, тешко је рећи, јер за то не постоје поуздани матријални докази.

## Статус и категорија заштите
Због свог историјског, архитектонског и верског значаја Византијска гробница и Црквиште Светог Симеона Столпника у селу Клисури су, 1948. године, проглашени за „Културно добро од великог значаја“ и уведени у централни регистар споменика културе у Републици Србији. Као основ за упис у регистар послужило је решење Завода за заштитуту и научно проучавање споменика културе НРС бр.671/48 од 6. маја 1948. године.
Надлежни завод који води локални регистар и бригу о овом археолошком локалитету је: Завод за заштиту споменика културе Ниш.

## Положај и стање заштите
Византијска гробница и Црквиште Светог Симеона Столпника налазе се код села Клисура у општина Дољевац која припада Нишавском управном округу. 
Црквиште је усечено у падину брда које се спушта ка десној обали Мораве, испод заравни која надвисује сеоски пут за Чечину и стари магистрални пут Ниш—Скопље, некада антички пут Ниш—Солун, (јер је сахрањивање у близини пута био обичај који је наслеђен из првих векова хришђанства). Одавде се одвајао у долину Топлице римски пут од Ниша за Љеш (Наиссус-Лиссум). Код гробнице, Јужна Морава улази у теснац да би изашла код града Копријана у Добричко поље и пространу моравску равницу.
Црквиште се након рестаурације, уз материјалну помоћ народа Клисуре, Малошишта и Епархије нишке, у реалативно добром стању.
Географски положај
- Северна гографска ширина: 43° 12′ 31"
- Источна географска дужина: 21° 50′ 22"
- Надморска висина: 380 m

## Историја
Многобројни материјални трагови око средњовековног града Копријана (Курвинграда), у Општини Дољевац (који је према запису на мермерној плочи, изнова изграђен 1372. године од Ненада сина казнаца Богдана), указују на густу насељеност и велики значај овог простора Јужног Поморавља од рановизантијског периода до касног средњег века;
- Испод Копријана, на нижем заравњеном вису, откопана је рановизантијска трикохална црква.[7]
- Са друге стране реке Јужне Мораве, на трећем брду званом Комњига, налази се средвовизантијска црква Св. Јована код села Орљане.
- Овој целини треба додати, и нешто јужније, иза селе Клисура, откривену рановизантијску гробницу, која је данас претворена у црквиште Светог Симеона Столпника.

Остаци ове Византијске грађевине откривени су 1933. године. Према опису у записима Кондића и Поповића они дају овакав опис: "
| „ | По општој диспозицији основе одговара трихонхосима из Царичиног града. Северна пастофорија има на источној страни малу апсиду с крстастим басеном. Иако подсећа на крстионицу басен је у овом случају намењен прању црквених посуда (ђаконикон). | ” |

## Архитектура и фрескодекорација
На остацима Византијске гробнице, народ Јужног Поморавља подигао је црквиште (малу црквицу) посвећену Св. Симеону Столпника. Црква је изграђена од материјала (притесаног камена) који се ту откривен приликом откопавања остатака византијске гробнице.
Приликом изградње црквишта Св. Симеона Столпника срушен је западни зид гробнице, али су сачувана два степеника којима се непосредно силази до пода гробнице, па се претпоставља да могу бити део оригиналне улазне партије. После рушења западног зида испред степеница је саграђен мањи плато (који данас има улогу припрате) и на који се силази преко два степеника неједнаке висине. Дограђени западни део црквишта зидан је од грубо притесаног камена са лучно обликованим улазним отвором, испред кога је заравњени плато, који је виши око 1 метар од нивелете пода гробнице. Бочни зидови црквишта надовезују се на косину терена која скрива гробницу, и подупире новосаграђени кров на две воде високо изнад њеног свода.
Унутрашњост црквишта није осликана већ се у њој налази само неколико покретних икона. Када се у селу Клисури обележава дан Св. Симеона Столпника, у овом црквишту се обавља и црквена литургија.